# 蜘蛛蛛屬
蜘蛛蛛屬（學名：Zhizhu，中文“蜘蛛”的汉语拼音）是一屬已滅絕的蜘蛛，目前認為是複雜生殖器類（Entelegynae）下的一個地位未定屬。蜘蛛蛛發現於中侏羅紀至早白堊紀的中國。

## 下轄物種
- 道虎溝蜘蛛蛛 Zhizhu daohugouensis Selden, Ren & Shih, 2016 發現於九龍山組
- 熱河蜘蛛蛛 Zhizhu jeholensis Selden, Ren & Shih, 2016 發現於義縣組